# Детская одежда
Детская одежда — вид одежды, предназначенный исключительно для детей. Различают одежду для новорожденных (от рождения до 36 месяцев), дошкольников (до 7 лет), детей (от 7 до 12 лет) и подростков (от 12 до 16 лет).

## История развития детской одежды
Первоначально как таковой детской одежды не существовало. Дети либо одевались таким же образом как и взрослые, либо и вовсе облачались в подручные средства(например, дети бедняков зачастую носили мешковину).
Выделяться детская одежда из общей массы начала в XIX веке в Англии на фоне старта упрощения нарядов. Большой популярностью в те времена пользовались так называемые «костюмы матросов» (sailor).
В царской России большое внимание уделялось разным униформам, которые дети дворян носили не только в гимназию и на прием, но и зачастую и в повседневной жизни. После революции вместе с упрощением быта пришло и упрощение одежды, в том числе и детской. Ребёнок стал одеваться просто и удобно, но крайне стандартизовано. Воспитывался коллективизм в духе «юных строителей коммунизма».
После распада Советского Союза на просторы стран СНГ хлынули западные культурные преобразования. Сейчас детская одежда практически также отличается разнообразием как и взрослая.

## Материалы
Одежда для детей шьется в основном из более мягких и удобных материалов, чем для взрослых. Большинство родителей старается оградить своих детей от синтетики, которая может раздражать кожу. Часто в качестве материала для детской одежды используется трикотаж, как практичный и легкий материал.

## Одежда для новорожденных
Грудных младенцев всегда одевали отлично от более взрослых детей. Связано это прежде всего с тем, что они очень зависимы от перемены температуры и близости матери. Кроме того существует очень много одежды исключительно для новорожденных — комбинезоны, распашонки, всевозможные боди. Малыши нуждаются в качественной натуральной одежде во избежание болезней и расстройств.

## Уход за одеждой
Детская одежда требует более тщательного ухода, чем взрослая. Это заключается в том, что для стирки не следует применять сильные химические средства, которые могут раздражать кожу ребёнка. Для этого подходят так называемые «мягкие порошки», которые находятся в свободной продаже наряду с другими химическими средствами стирки.
Прежде всего, одежду малышей рекомендуется стирать отдельно от всех остальных вещей, что продиктовано гигиеническими соображениями. Это заметно усложняет процесс — ведь приходится делать больше загрузок. С другой стороны, белья будет скапливаться очень и очень не мало. Поэтому, несмотря на настоятельные рекомендации некоторых педиатров, многие молодые родители не стирают белье руками, а продолжают пользоваться стиральными машинами.

## Предпочтения детей в одежде
Психологи утверждают, что дети в выборе одежды часто апеллируют к вкусу и стилю своих кумиров. Зачастую они пытаются быть похожими на героев мультфильмов, кинофильмов или в более старшем возрасте — музыкальных исполнителей. Это в большей степени касается мальчиков. Девочки же могут «заимствовать» вкус к вещам у матери, старшей сестры или подруги.